# Lada Nesterenko
Pour les articles homonymes, voir Nesterenko.
 (mars 2020).
Si vous disposez d'ouvrages ou d'articles de référence ou si vous connaissez des sites web de qualité traitant du thème abordé ici, merci de compléter l'article en donnant les références utiles à sa vérifiabilité et en les liant à la section « Notes et références ».
Lada Nesterenko, née le 3 août 1976, est une fondeuse ukrainienne.

## Biographie
Lada Nesterenko participe à ses premières compétitions internationales junior en 1996.
Chez les seniors, elle participe à ses premiers championnats du monde en 1999 et débute en Coupe du monde en janvier 2000 à Moscou.
Elle obtient pas de résultat important jusqu'aux Championnats du monde 2007 où est notamment septième du trente kilomètres classique.
Elle marque ses premiers points en Coupe du monde la saison suivante avec une 19e place sur une étape du Tour de ski.
Aux Jeux olympiques d'hiver de 2010, elle est 56e du dix kilomètres libre et 43e du trente kilomètres classique.
Aux Jeux paralympiques d'hiver de 2014, elle est la guide de la fondeuse et biathlète déficiente visuelle Oksana Shyshkova. Elles remportent quatre médailles de bronze.